# ناحية تادف
ناحية تادف إحدى نواحي سوريا تتبع إداريّاً لمحافظة حلب منطقة الباب ومركزها بلدة تادف، بلغ تعداد سكان الناحية 41,951 نسمة حسب التعداد السكاني لعام 2004.

## بلدات وقرى ناحية تادف
أبو جبار، أبو طلطل، عران، برلهين، عمية كبيرة، فيخة كبيرة، البيرة، بطوشية، دير قاق، عين الذهب، عيشة، خربة كيار، الكيطة، مغارة أبو جبار، عويشية، قصر البريج، قطر، سرحان، شيخ دن، تادف، طومان، أم خرزة، قرية المزبورة.